# Zuidwending (toponiem)
Het toponiem zuidwending komt van sidewende en betekent: naar één zijde (side) afwendend.
Een zuidwending is een waterkering die een gebied (zoals een polder) beschermd tegen bovenwater van een aangrenzend gebied. Het is meestal een dijk met een parallel lopende watergang. Vaak stond het haaks op een rivier: wanneer een rivierdijk doorbrak in een aangrenzend gebied moest een zuidwending het land behoeden voor overstroming.
Opvallend is dat de naam in de Nederlandse provincie Groningen meerdere malen voorkomt als eigennaam van een watergang, een waterkering of dijk. Meestal gaat het om kanalen of dijken die het einde of de zijdelingse begrenzing van een opstrekkende verkaveling vormen. Om die reden vormen zuidwendingen vaak een grens tussen twee gebieden.
Door hypercorrectie is side veranderd in zuid.

## Voorbeelden
- De Korreweg in de stad Groningen was oorspronkelijk een zuidwending; een dijk die haaks op de rivier de Hunze stond.
- Zuidwending: kanaalverbinding tussen het Hoendiep en het Aduarderdiep en grens tussen de gemeenten Westerkwartier en Groningen.
- Zuidwending: de dijk langs de voormalige gemeentegrens van Noorddijk en Bedum en tussen deze laatste gemeente en Ten Boer. Het water langs de grens is in de wijk Beijum vergraven tot een waterpartij die recht door de wijk loopt.
- Zuidwending: buurtschap bij Veendam.
  - Zuidwending: waterschap waar deze plaats zijn naam aan ontleende.
- Zuidwending (soms Zuidwenda): de wierde aan en dijk langs de Delthe en de grens tussen de voormalige gemeenten Warffum en Middelstum.

## Varianten
De naam komt elders in Nederland ook voor als Zijdewind en Zijveling.